# Israele ai XXIV Giochi olimpici invernali
Israele ha partecipato ai XXIV Giochi olimpici invernali, che si sono svolti dal 4 al 20 febbraio 2022 a Pechino in Cina, con una delegazione composta da 6 atleti. Il pattinatore artistico Evgeni Krasnopolski e la sciatrice alpina Noa Szőllős sono stati i portabandiera durante la cerimonia di apertura.

## Delegazione
| Sport                 | Uomini | Donne | Totale |
| --------------------- | ------ | ----- | ------ |
| Pattinaggio di figura | 2      | 1     | 3      |
| Sci alpino            | 1      | 1     | 2      |
| Short track           | 1      | 0     | 1      |
| Totale                | 4      | 2     | 6      |

## Pattinaggio di figura
| Atleta                          | Evento   | Programma corto | Programma corto | Programma libero | Programma libero | Totale          | Totale          |
| Atleta                          | Evento   | Punti           | Posizione       | Punti            | Posizione        | Punti           | Posizione       |
| ------------------------------- | -------- | --------------- | --------------- | ---------------- | ---------------- | --------------- | --------------- |
| Alexei Bychenko                 | Maschile | 68,01           | 26º             | Non qualificato  | Non qualificato  | Non qualificato | Non qualificato |
| Hailey Kops Evgeni Krasnopolski | Coppie   | 55,99           | 15ª             | 97,83            | 15ª              | 153,82          | 15ª             |

## Sci alpino
Uomini
| Atleta           | Evento          | 1ª manche | 1ª manche | 2ª manche | 2ª manche | Totale  | Totale    |
| Atleta           | Evento          | Tempo     | Posizione | Tempo     | Posizione | Tempo   | Posizione |
| ---------------- | --------------- | --------- | --------- | --------- | --------- | ------- | --------- |
| Barnabás Szőllős | Slalom speciale | 56"83     | 28º       | 51"88     | 23º       | 1'48"71 | 23º       |
| Barnabás Szőllős | Slalom gigante  | 1'07"89   | 28º       | 1'10"04   | 21º       | 2'17"93 | 22º       |
| Barnabás Szőllős | Combinata       | 1'45"04   | 11º       | 48"14     | 2º        | 2'33"18 | 6º        |
| Barnabás Szőllős | Supergigante    | N.D.      | N.D.      | N.D.      | N.D.      | 1'24"28 | 30º       |
| Barnabás Szőllős | Discesa libera  | N.D.      | N.D.      | N.D.      | N.D.      | 1'46"88 | 30º       |

Donne
| Atleta      | Evento          | 1ª manche | 1ª manche | 2ª manche | 2ª manche | Totale  | Totale    |
| Atleta      | Evento          | Tempo     | Posizione | Tempo     | Posizione | Tempo   | Posizione |
| ----------- | --------------- | --------- | --------- | --------- | --------- | ------- | --------- |
| Noa Szőllős | Slalom speciale | 1'04"90   | 42ª       | DNF       | DNF       | DNF     | DNF       |
| Noa Szőllős | Slalom gigante  | 58"21     | 45ª       | 59"13     | 41ª       | 1'57"34 | 41ª       |
| Noa Szőllős | Supergigante    | N.D.      | N.D.      | N.D.      | N.D.      | 1'17"94 | 34ª       |

## Short track
| Atleta            | Evento          | Batteria | Batteria | Quarto di finale | Quarto di finale | Semifinale      | Semifinale      | Finale          | Finale          |
| Atleta            | Evento          | Tempo    | Pos.     | Tempo            | Pos.             | Tempo           | Pos.            | Tempo           | Pos.            |
| ----------------- | --------------- | -------- | -------- | ---------------- | ---------------- | --------------- | --------------- | --------------- | --------------- |
| Vladislav Bykanov | 500 m maschile  | 40"900   | 2º Q     | 41"157           | 3º               | Non qualificato | Non qualificato | Non qualificato | 12º             |
| Vladislav Bykanov | 1000 m maschile | 1'24"875 | 4º       | Non qualificato  | Non qualificato  | Non qualificato | Non qualificato | Non qualificato | Non qualificato |
| Vladislav Bykanov | 1500 m maschile | N.D.     | N.D.     | 2'09"932         | 4º q             | 2'13"491        | 6º              | Non qualificato | Non qualificato |